# グラズキ・スタディオン・ノヴィ・パザル
グラズキ・スタディオン・ノヴィ・パザル（Gradski stadion Novi Pazar）は、セルビア・ノヴィ・パザルにあるサッカー専用スタジアム。FKノヴィ・パザルがホームスタジアムとして使用している。

## 概要
2011年、それまで陸上トラックが付設されていた多目的スタジアムを取り壊し、約200万ユーロを投じて新スタジアムの建設工事をスタートさせた。2012年4月12日に新スタジアムは開場し、唯一の屋根付きスタンドとなる西スタンド、2つの屋外スタンドの3スタンドで合計して10,000人を収容できるが、南側にはスタンドは建設されていない。なお、西スタンドの一部は旧スタジアムの構造を引き継いでいる。
2022年2月、ヨーロッパを中心に活動するオンラインベッティング企業のカイズコイン社に命名権を売却し、「カイズコイン・アレナ」 (Caizcoin arena)と命名された。